# 성간적색화
성간적색화(星間赤色化, interstellar reddening, 문화어: 별사이적색화)는 성간 티끌 때문에 별빛이 실제보다 더 붉게 보이는 현상이다.
우리와 별 사이에 놓여 있는 티끌은 파장에 구애됨 없이 모든 파장에 걸쳐 똑같은 정도로 소광 효과를 발휘하는 것이 아니라, 붉은색 파장보다 푸른색 파장의 빛을 더 많이 약화 시킨다. 그러므로, 별빛은 티끌이 없을 때보다 티끌이 있으면 실제보다 더 붉게 나타나게 마련이다. 이러한 현상을 우리는 성간 적색화라 부른다. 티끌에 의한 별빛의 차폐는 흡수라기보다는 산란에 의해 나타나는 현상이다. 그런데 산란이나 흡수 정도가 파장에 따라 다르므로, 선택 소광의 현상이 나타난다.
적색화 현상은 성간 티끌의 ‘선택 소광’ 성질 때문에 나타는 것이다. 즉 같은 수의 적색과 청색의 광자가 티끌 구름에 입사된다면, 적색 광자보다 청색 광자의 수가 더 많이 산란되어 진행 방향이 바뀌게 되며, 관측자에게까지 도달하지 못한다. 또 적색보다 청색 광자가 더 많이 티끌에 흡수되어, 관측자에게 이르지 못한다. 결과적으로는 청색보다는 적색 광자가 티끌 구름을 더 잘 통과하여 더 많이 관측자에게 도달한다. 그래서 실질적으로는 더 붉어진다기보다 푸른색의 빛이 더 심하게 약화되기 때문에 성간 적색화가 나타나는 것이다. 적색화 때문에 어떤 별에서 관측된 색지수는 본래의 값보다 더 크게 된다.
광학계에서 성간적색화는 색초과로 기술되기도 한다. 예를 들어, UBV 광학계에서 색초과 {\displaystyle E_{B-V}}는 B-V 색과 관련되어 있다.
{\displaystyle E_{B-V}=(B-V)_{\text{observed}}-(B-V)_{\text{intrinsic}}\,}
성간적색화는 적색이동과 혼동되어서는 안 된다.

## 같이 보기
- 색지수

## 참고 자료
- http://astronomy.swin.edu.au/cosmos/I/Interstellar+Reddening